# Te Motu Olepa
Te Motu Olepa é um ilhéu do atol de Vaitupu, do país de Tuvalu.